# Chin Hills
Les Chin Hills sont un massif au sud-est de l'Himalaya qui fait office de frontière naturelle entre le nord-ouest de la Birmanie et l'est de l'Inde. Les Chin Hills sont en contact avec les Lushaï Hills. La région est peuplée principalement par le peuple Zo

## Situation

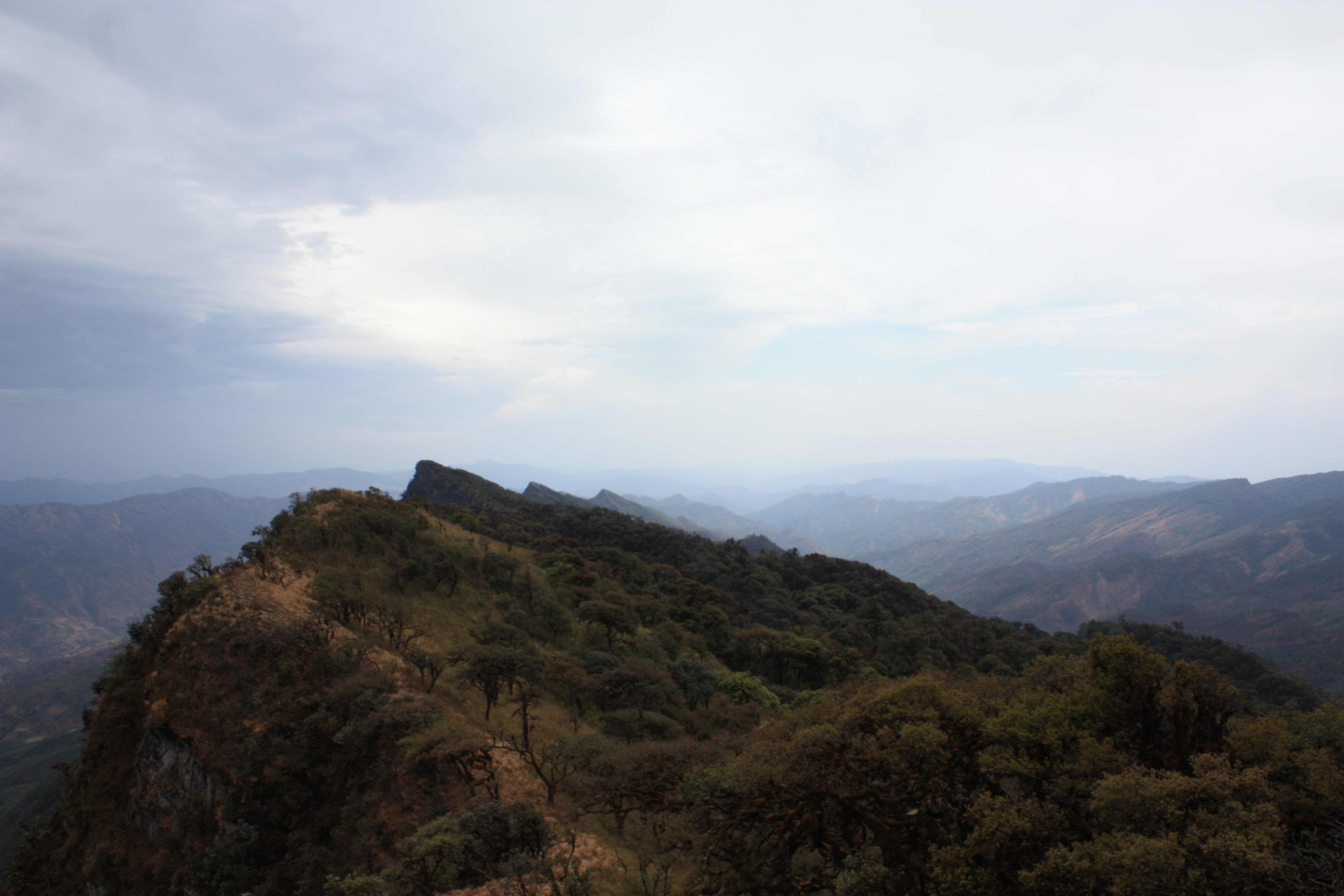
Vue du Zinghmuh dans les Chin Hills.

Les Chin Hills font partie de la chaîne de montagne formée de six groupes de pics coniques, de pentes raides et de vallées profondes. Cette chaîne est constituée, du nord au sud, du plateau tibétain, dans sa partie indienne du Patkai dans l'Arunachal Pradesh, des Naga Hills au Nagaland, des Chin Hills, des Lushaï Hills du Mizoram et enfin, la plus au sud, la chaîne de l'Arakan. Le Purvachal forme un arc dont la courbure est orientée vers le nord-ouest, et les Garo-Khasi-Jaintia du Meghalaya forment la flèche prête à être décochée.

## Environnement
Une écorégion s'étend sur ses flancs jusqu'à la chaîne d'Arakan, la forêt de montagne Chin Hills-Arakan Yoma.